# Fairey Battle
Pour les articles homonymes, voir Battle.
Le Fairey Battle fut le premier avion britannique du type chasseur-bombardier de conception monoplan entièrement métallique, à train d'atterrissage rentrant, fabriqué par la firme Fairey Aviation Ltd., ayant été mis en service par la Royal Air Force et ayant participé à la Seconde Guerre mondiale. Entrant dès 1937 dans le planning de production de guerre, une usine de l'ombre fut construite chez Austin à Cofton Hackett, Longbridge qui produisit un total de 1 029 appareils de Specification P.32/36.
Le premier prototype vole le 10 mars 1936. C’est un monoplan à aile basse cantilever, tout en métal, à train rétractable, capable d’emporter un équipage composé de trois personnes : le pilote, le navigateur et le mitrailleur. L’avion ressemble plus à un grand chasseur qu’a un bombardier avec sa ligne fine et élancée. Deux ans plus tard, le 22 juillet 1938, le L4935, premier Battle construit par Austin, effectua son premier vol
Après la campagne de France de 1940, cet appareil fut retiré du service de première ligne car il était trop lent et trop vulnérable face aux chasseurs allemands et à la Flak (artillerie anti-aérienne allemande). À partir de décembre 1940, il fut utilisé comme avion de liaison ou d'entraînement, un grand nombre étant livré au Canada dans le cadre du programme commun d'instruction des pilotes et personnels navigants des pays du Commonwealth.

## Engagements
Envoyés en France dès juillet 1939 pour s'opposer à l'avancée des troupes Allemandes, ces appareils furent les premiers de la RAF à effectuer des vols opérationnels, l'un d'eux ayant la chance d'abattre le premier aéronef de la Luftwaffe du conflit, le 20 septembre 1939.
En mai 1940, afin de contrer la percée de Sedan par les divisions blindées allemandes dans les Ardennes, 71 Battle furent envoyés bombarder les ponts sur la Meuse ; 40 ne revinrent pas. En Belgique, le 11 mai 1940, aux mains des courageux équipages de la Force Aérienne Royale Belge, décollant pour détruire trois ponts sur le canal Albert, les neuf appareils engagés furent abattus. Ces missions suicides étaient la résultante de la lenteur et du faible armement défensif de l'avion, en comparaison des chasseurs Allemands contemporains (Bf 109E équipés de deux mitrailleuses de 7,92 mm et deux canons de 20 millimètres). Sa charge offensive inadaptée, d'autre part, se composait de bombes de 50 kilos seulement, lesquelles n'avaient aucun impact sur les structures en béton des ponts ciblés, vouant ces missions de guerre moderne à l'échec pour un type d'appareil déjà obsolète dès son entrée en service.
Dans la nuit du 15 au 16 octobre 1940, le Polish squadron 301 (pilotes polonais volontaires intégrés à la RAF après la défaite de leur pays) effectua un raid sur Boulogne-sur-Mer, tandis que les squadrons 12 et 142 firent une incursion sur Calais et ses installations portuaires.

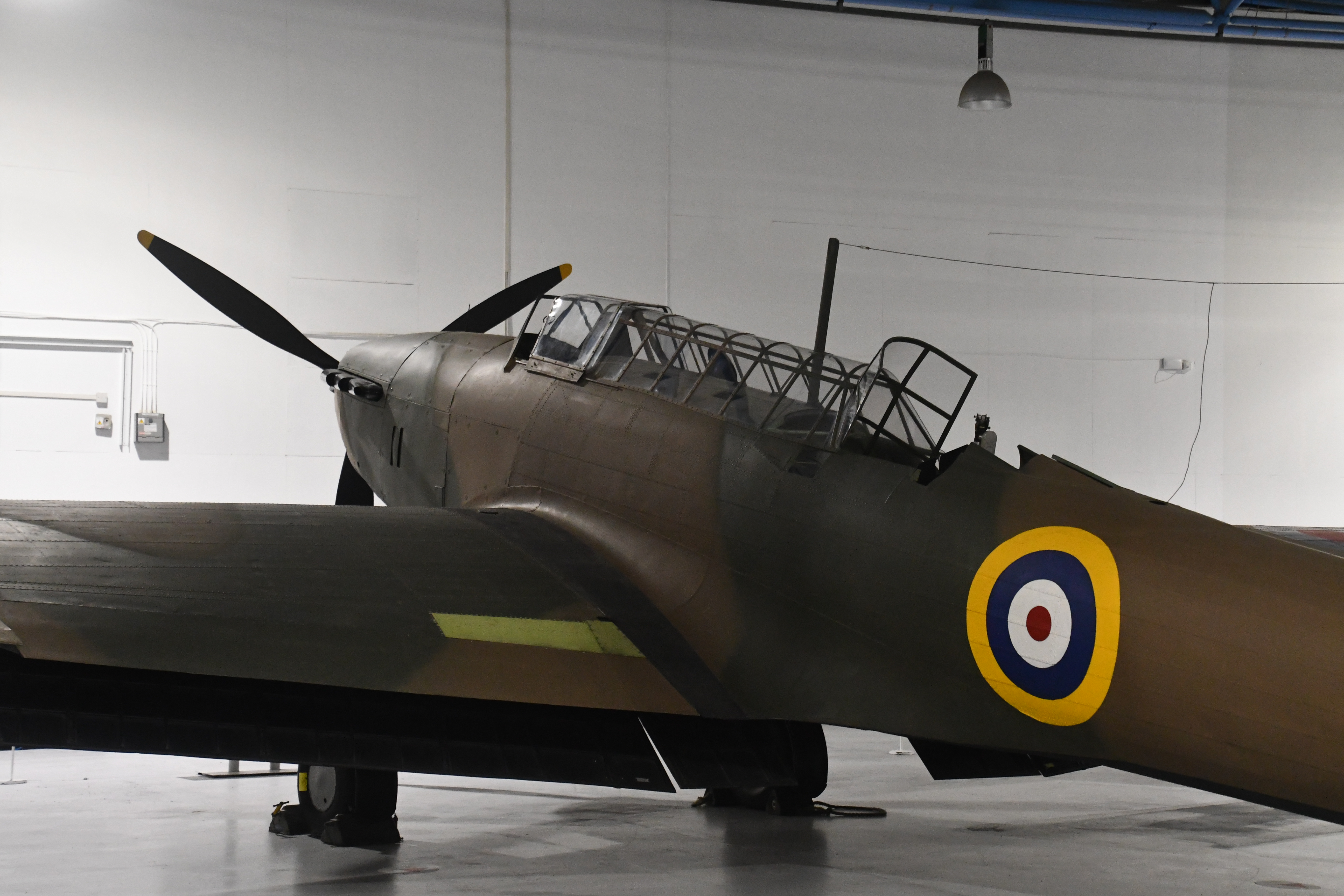
Fairey Battle, Royal Air Force Museum London

Enfin, les Battle furent utilisés pour essayer de contenir les assauts de la Luftwaffe sur les troupes franco-britanniques enfermées dans la poche de Dunkerque, pendant l'opération Dynamo, tentative d'évacuation par la mer et rembarquement vers l'Angleterre.